# علاء الدين (مسلسل هندي)
علاء الدين هو مسلسل تلفزيوني هندي عُرض على قناة زي تي في من 16 نوفمبر 2007 إلى 21 مارس 2009. وهو من نوعية الدراما الفانتازية الخيالية ويستند على شخصية علاء الدين الذي ورد ذكره في كتاب ألف ليلة وليلة. ويحتوي المسلسل على مؤثرات بصرية صنعت بواسطة الحاسوب.

## البطولة
| الممثل              | الدور          |
| ------------------- | -------------- |
| ماندار جاداف        | علاء الدين     |
| نازيا حسن سعيد      | الأميرة ياسمين |
| برافين هينغونيا     | جنيد           |
| أرجون دوت           | الجني          |
| بونيت تشاندرا شارما | السلطان        |
| خوشبو               | نوري           |